# Cathy Nagel
Cathy Nagel (1948) è un'ex sciatrice alpina statunitense.

## Biografia
Sciatrice polivalente con maggior propensione alle prove tecniche, Cathy Nagel era figlia di Jack ed è sorella di Judy, a loro volta sciatori alpini; originaria di Crystal Mountain, dove il padre era maestro di sci, debuttò in campo internazionale in occasione della Harriman Cup 1963 (Sun Valley, 29-31 marzo), dove si classificò 23ª nella discesa libera, 21ª nello slalom gigante, 13ª nello slalom speciale e 16ª nella combinata, ed esordì in Coppa del Mondo nella stagione inaugurale del circuito, il 10 marzo 1967 a Franconia in discesa libera (12ª).
Alla V Universiade invernale di Innsbruck 1968 vinse tre medaglie d'oro e nello stesso anno  ottenne il primo piazzamento  a punti in Coppa del Mondo, il 16 marzo ad Aspen in slalom speciale (4ª); nella medesima specialità colse il suo unico podio, nonché ultimo piazzamento a punti, a Vipiteno l'8 febbraio 1969, quando arrivò 2ª dietro alla sorella Judy. Nel massimo circuito internazionale ottenne l'ultimo piazzamento il giorno seguente nella medesima località in slalom gigante (16ª) e prese per l'ultima volta il via il 22 marzo 1969 a Waterville Valley in slalom speciale, senza completare la prova; non prese parte a rassegne olimpiche o iridate. Dopo il ritiro si dedicò al disegno di abbigliamento sportivo e l'intera famiglia Nagel costituì un'azienda per la sua distribuzione.

## Palmarès

### Universiadi
- 3 medaglie:
  - 3 ori (slalom gigante, slalom speciale, combinata[senza fonte] a Innsbruck 1968)[1]

### Coppa del Mondo
- Miglior piazzamento in classifica generale: 15º nel 1969
- 1 podio:
  - 1 secondo posto

### Campionati statunitensi
- 2 medaglie (dati parziali):
  - 1 argento (discesa libera nel 1966[6])
  - 1 bronzo (discesa libera nel 1965[7])